# گابریل تامسون
 گابریل تامسون (انگلیسی: Gabriel Thomson؛ زادهٔ ۲۷ اکتبر ۱۹۸۶) یک هنرپیشه است.
او در فیلم دشمن پشت دروازه در نقش ساشا بازی کرده است زمانیکه۱۵ سال داشت